# Имиджборд
Имиджбо́рд (англ. imageboard — «доска изображений»; также в рунете распространена женская форма имиджбо́рда) — разновидность веб-форума с возможностью прикреплять к сообщениям изображения. Характерные особенности — возможность общения анонимно, особый сленг, своя культура.
Имиджборды обычно разделены на темы («доски»), в которых создаются ветки обсуждений («треды», от англ. thread — «нить»). Архивация на имиджбордах отсутствует, вместо этого треды сортируются на каждой доске по дате последнего сообщения — более новые наверху, поэтому более старые треды постепенно уходят вниз.
Имиджборды появились впервые в Японии, и в связи с этим в сленге имиджбордов имеется много японских терминов — «тян», «кун», «хикки» и т. д. На имиджбордах развито весьма неформальное общение, стирающее границы между различными социальными слоями. При этом анонимность и отсутствие контроля со стороны общественного мнения создают на имиджбордах ощущение безнаказанности.

## Программное обеспечение
Первый форумный движок для имиджборда Futaba используется в Futaba channel, написан на PHP. В 2003 году появился англоязычный форк Futaba под названием Futallaby.
В настоящее время популярны форумные движки Wakaba, написанный на Perl, и основанные на Kusaba, написанные на PHP. Kusaba — написанный на PHP форумный движок (изначальное название скрипта Trevorchan), целью разработки которого являлось повышение производительности работы скрипта и создание общего консолидированного управления всеми досками имиджборда.
31 августа 2007 года создатель Kusaba прекратил разработку скрипта. Последней версией Kusaba стал SVN r193. Сейчас создатель Kusaba занимается аналогичным скриптом PyIB (написан на Python) и TinyIB (PHP). Работу над скриптом Kusaba продолжили три независимые группы разработчиков: Kusaba X, Kusaba 2 и Serissa. На данный момент, работу продолжают только разработчики Kusaba X.
Существенно менее популярным, но технически развитым форумным движком является Orphereus, написанный на Python с использованием фреймворка Pylons, оснащен немного более слабой функциональностью, чем Kusaba X, однако имеет возможности, которых нет у всех остальных форумных движков для имиджбордов (регистрация, возможность ставить теги, вместо того, чтобы писать на одной определенной доске и т. д.). Большая часть из этой специфической функциональности и не дала скрипту завоевать должной популярности.
Также встречаются имиджборды с собственными уникальными форумными движками, такой вид имиджбордов часто обновляется и постоянно изменяется, подстраиваясь под запросы аудитории.
Галереи изображений в стиле Danbooru (данбору) иногда также называют имиджбордами, и сам проект Danbooru называет себя «taggable image board». В отличие от традиционных Futaba-подобных имиджборд, для Danbooru-подобных галерей основная цель — неиерархическая семантическая структура, в которой пользователи могут публиковать содержимое и добавить теги, аннотации, переводы и комментарии.
Известные движки Danbooru-подобных сайтов — сам Danbooru (Ruby on Rails), Shimmie (PHP) и Gelbooru.

## Популярные имиджборды
- Futaba Channel — один из первых и самых популярных имиджборд на территории Японии.
- 4chan — самый популярный англоязычный имиджборд[1].
- 8chan — второй по популярности англоязычный имиджборд.
- Soyjak.party — англоязычный имиджборд, посвященный интернет-мему сойджак.
- 2ch[англ.] — самый популярный русскоязычный имиджборд.